# Stevenote

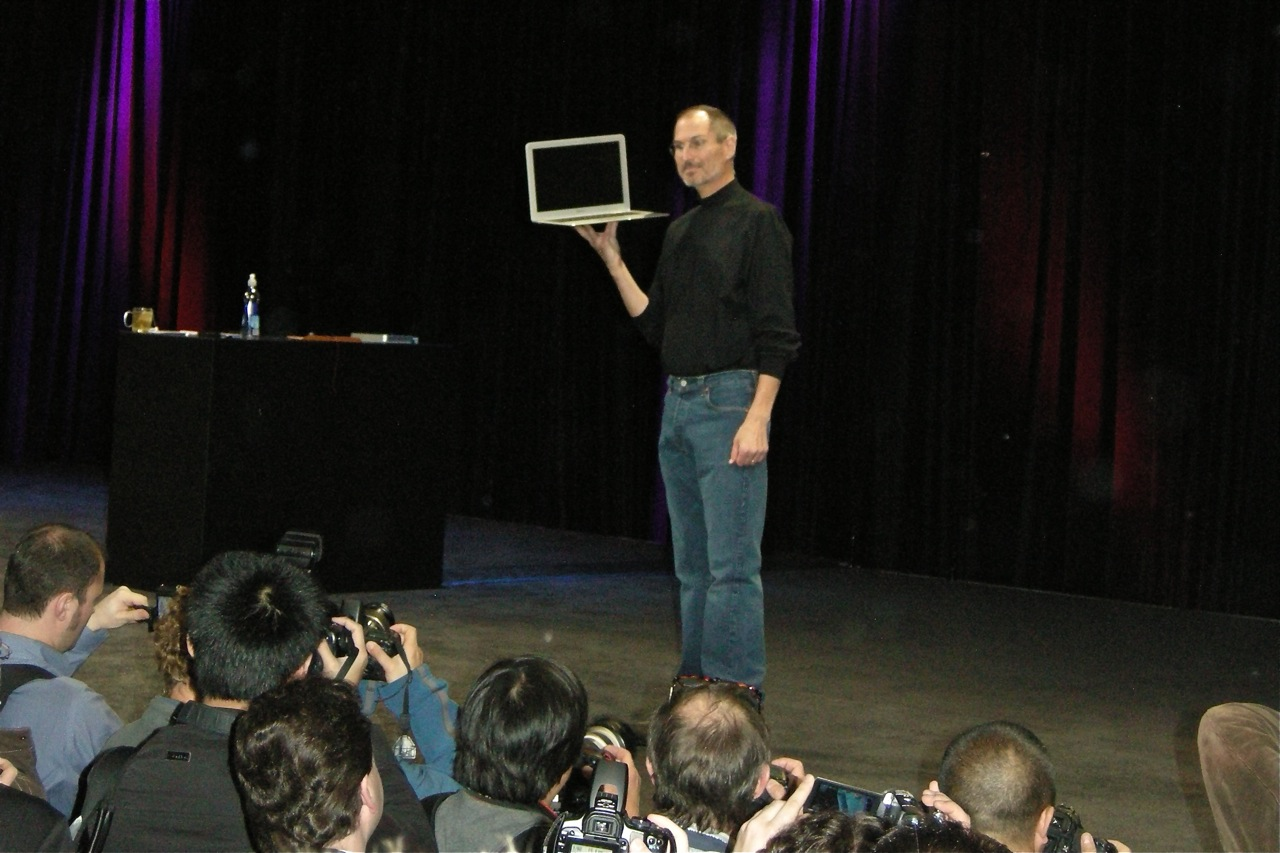
Steve Jobs introduceert de Macbook Air tijdens zijn keynote op Macworld 2008

Een Stevenote is in de spreektaal de term voor de thematoespraken door voormalig Apple-CEO Steve Jobs gehouden bij evenementen zoals de Worldwide Developers Conference en eerder de Macworld en Apple Expo. Jobs' levendige spreekstijl en zijn manier om de aandacht van de menigte te prikkelen wordt vaak aangeduid als het induceren van een reality distortion field. Jobs kondigde nieuwe Appleproducten meestal in dit soort toespraken aan. Zijn toespraken veroorzaakte vaak aanzienlijke schommelingen in de prijs van Apple-aandelen.
De laatste Stevenote was op 6 juni 2011, waarin Jobs OS X Lion, iOS 5 en iCloud aan het publiek voorstelde tijdens de WWDC '11.

## Geschiedenis
In 1997 kocht Apple NeXT en Steve Jobs keerde terug naar Apple na een 12-jarige onderbreking door zijn gedwongen aftreden bij het bedrijf in 1985. Dat jaar gaf hij een gedetailleerd verslag over de status van het bedrijf. De keynote was een verschijning van Microsoft CEO Bill Gates via satelliet.
Jobs kondigde een partnerschap aan met Microsoft die verschillende sleutelovereenkomsten bevatte, waar Apple volgens Jobs baat bij zou hebben en het toeliet te herstellen van de langdurige daling tijdens begin- en midden jaren 1990. Twee grote aankondigingen werden gemaakt tijdens de keynote, ten eerste dat de volgende nieuwe versie van Microsoft Office, Office 98, zou worden ontwikkeld voor Macintosh en ten tweede dat  Microsoft Internet Explorer de standaard webbrowser zou worden op alle Macintosh computers. Ondanks interrupties uit het publiek, legde Jobs uit waarom de samenwerking gunstig was voor Apple. Hij zei daarbij dat wat hem betreft het tijdperk van concurrentie tussen Apple en Microsoft voorbij is. En dat het erover gaat om Apple gezond te krijgen en in staat te stellen om een ongelooflijk grote bijdrage te leveren aan de industrie om gezond en opnieuw te bloeien. Sindsdien heeft Jobs Stevenotes gegeven op diverse commerciële exposities en conferenties, ten minste eenmaal per jaar, waarin hij updates aankondigt voor huidige Apple producten of nieuwe producten en diensten demonstreert.
Tijdens de afgelopen tien jaar is bijna elke belangrijke upgrade van een product of de aankondiging ervan gemaakt tijdens een Stevenote. Onder de producten aangekondigd in Stevenotes staan de oorspronkelijke iMac alles-in-een desktop computer (1998), de iBook (1999),  Mac OS X (2000), de iPod muziekspeler (2001), de iPhone (2007) en de iPad (2010).

## De "Stevenote" toespraken

### plaats
Stevenote toespraken zijn meestal gegeven bij de grote handel exposities. In het verleden omhelsden deze onder meer de Macworld Conference & Expo en de Apple Expo. Apple is echter gestopt met exposeren op beide exposities. Vanaf 2010 wordt de Worldwide Developers Conference georganiseerd en gehouden door Apple zelf op het Moscone Center in San Francisco. Het is de enige grote conferentie waarop Apple exposeert en waarop Jobs een toespraak levert. In de afgelopen jaren heeft Jobs zijn Stevenotes in een auditorium op de Apple Corporate Campus gegeven.
Deze Stevenotes zijn in tegenstelling tot die die gepresenteerd worden op de grote beurzen bijgewoond door Apple in het verleden, alleen op uitnodiging en worden alleen bijgewoond door een relatief klein aantal journalisten, medewerkers en gasten. Soortgelijke Stevenotes hebben ook plaatsgevonden in het Yerba Buena Center for the Arts.
Jobs staat ervoor bekend om in bijna elke Stevenote hetzelfde uniform aan te trekken.

### Bekende introducties door Steve Jobs
1998
iMac en PowerBook G3
1999
iBook, QuickTime TV en  de AirPort wireless dienstverlening
2000
Mac OS X
2001
iPod
2003
Xcode
2005
Mac mini en iPod Nano
2006
de eerste op Intel-gebaseerde Apple computer, de iMac Core Duo en de MacBook Pro
2007
Apple TV en iPhone
2008
MacBook Air, iPhone 3G, en de tweede generatie  13" MacBook and 15" MacBook Pro notebooks
2009
3e generatie iPod Touch ,5e generatie iPod Nano, en meerkleurige iPod shuffles
2010
iPad, iPhone 4, OS X 10.7 (Lion), en de herziene versie van Apple TV en MacBook Air
2011
iPad 2